# Darren Naish
Darren Naish (* 26. září 1975) je britský vertebrátní paleontolog a vědecký publicista. Vystudoval geologii na Univerzitě v Southamptonu a později studoval pod vedením britského paleontologa Davida Martilla z Univerzity v Portsmouthu, kde následně obdržel tituly M. Phil. a PhD.
Je nejlépe známý svými studiemi na teropodní dinosaury (Eotyrannus, Thecocoelurus, Calamospondylus, Aristosuchus, Mirischia) i sauropodní dinosaury ("Angloposeidon", Xenoposeidon - spolu s Michaelem Taylorem) a ptakoještěry. V roce 2006 Naish založil weblog Tetrapod Zoology, který popularizuje zoologii a paleontologii obratlovců u poučené veřejnosti. Publikoval také několik populárně naučných knih o životě v pravěku (například knihu All Yesterdays z roku 2012). Okrajově se zabývá také spekulativní paleontologií (např. otázkou hypotetických dinosauroidů).